# Список судебно-политических процессов в СССР (1920-е)
В списке в хронологическом порядке представлены «знаковые» судебно-политические процессы, проходившие в РСФСР/СССР с 1920 по 1929 год.

## История

### Значение
Политические процессы имели для большевистского режима особое значение и смысл, поскольку в них перекрещивались различные аспекты внешней и внутренней политики, экономика, идеология и массовое общественное сознание.

## Список

### Основной источник
Основным источником при составлении списка является двухтомное сочинение Д. Л. Голинкова «Крушение антисоветского подполья в СССР», выдержавшее с 1975 по 1986 год четыре издания (в 2006 году первый том был опубликован в пятый раз, под названием «Правда о врагах народа»):
- Голинков Д. Л. Крушение антисоветского подполья в СССР. Кн. 2. — 4-е изд. — М.: Политиздат, 1986. — 397 с. — 100 000 экз.

Уже в XXI века список из двадцати пяти «знаковых» процессов был подтверждён С. А. Красильниковым, А. И. Савиным и C. H. Ушаковой, составившими предисловие к сборнику документов об одном из элементов списка — «Шахтинском деле» 1928 года:
- Красильников С. А., Савин А. И., Ушакова C. H. Шахтинский политический процесс 1928 года: источники в контексте эпохи // Шахтинский процесс 1928 г.: подготовка, проведение, итоги : в 2 кн. Кн. 1 / отв. ред. С. А. Красильников. — М.: РОССПЭН; Фонд «Президентский центр Б. Н. Ельцина», 2011. — 975 с. — (История сталинизма. Документы). — 1000 экз. — ISBN 978-5-8243-1503-5.

В случае использования других источников они указываются в примечаниях.

### Процессы
| Дата начала процесса | Дата окончания процесса | Изображение | Название и источники | Количество подсудимых |
| -------------------- | ----------------------- | ----------- | --- | --------------------- |
| 11 января 1920       | 16 января 1920          |             | Судебный процесс по делу «Совета объединенных приходов города Москвы» («дело Самарина—Кузнецова»)                         | xx                    |
| 20 мая 1920          | 30 мая 1920             |             | Судебный процесс по делу «колчаковских министров»                                                                         | xx                    |
| 16 августа 1920      | 20 августа 1920         |             | Судебный процесс по делу «Тактического центра» в Москве                                                                   | xx                    |
| 31 августа 1920      | 4 сентября 1920         |             | Судебный процесс в Москве по делу членов правления Центросоюза (потребительской кооперации)                               | xx                    |
| 22 мая 1921          | 29 мая 1921             |             | Судебный процесс по делу руководителей украинской партии эсеров в Харькове                                                | xx                    |
| сентябрь 1920        | сентябрь 1920           |             | Судебный процесс по делу генерала Унгерпа-Штернберга в Новониколаевске                                                    | xx                    |
| май 1922             | май 1922                |             | Судебный процесс в Новониколаевске по делу генерала Бакича и его сообщников                                               | xx                    |
| 8 июня 1922          | 16 августа 1922         |             | Судебный процесс по делу правых эсеров в Москве                                                                           | xx                    |
| 27 июня 1922         | 29 июня 1922            |             | Судебный процесс в Москве по делу Гана-Погодина и других левых эсеров                                                     | xx                    |
| 24 августа 1922      | 1 сентября 1922         |             | Судебный процесс по делу участников петлюровской «Казачьей рады Правобережной Украины»                                    | xx                    |
| август 1922          | сентябрь 1922           |             | Судебный процесс в Киеве по делу подпольных организаций на территории Правобережной Украины                               | xx                    |
| 27 ноября 1922       | 2 декабря 1922          |             | Полевой выездной сессией Военного трибунала Туркестанского фронта осуждены в Коканде главарь басмаческой группы Рахманкул | xx                    |
| 7 марта 1923         | 18 марта 1923           |             | Судебный процесс в Житомире по делу о «Волынской повстанческой армии»                                                     | xx                    |
| 21 апреля 1923       | 18 мая 1923             |             | Судебный процесс по делу базаровско-пезнамовской антисоветской организации                                                | xx                    |
| март 1924            | апрель 1924             |             | Судебный процесс в Киеве по делу представителей «Центра действий» (Н. В. Чайковский, Париж)                               | xx                    |
| 28 апреля 1924       | 7 мая 1924              |             | Судебный процесс по делу Серпуховского треста в Москве                                                                    | xx                    |
| 27 августа 1924      | 29 августа 1924         |             | Судебный процесс по делу Савинкова в Москве                                                                               | xx                    |
| 8 июля 1927          | 18 июля 1927            |             | Судебный процесс по делу агента иностранных разведок, изготовителя антисоветских фальшивок С. М. Дружиловского в Москве   | xx                    |
| 25 июля 1927         | 12 августа 1927         |             | Судебный процесс по делу Б. В. Анненкова в Семипалатинске                                                                 | xx                    |
| 3 сентября 1927      | 12 сентября 1927        |             | Показательный судебный процесс в Ленинграде по делу двадцати участников «английской шпионской организации»                | xx                    |
| 20 сентября 1927     | 23 сентября 1927        |             | Судебный процесс в Ленинграде по делу «кутеповской организации»                                                           | xx                    |
| 24 апреля 1928       | 29 апреля 1928          |             | Судебный процесс по делу бывшего председателя ЦИК Крымской АССР В. Ибраимова и его сообщников в Симферополе               | xx                    |
| 18 мая 1928          | 6 июля 1928             |             | Судебный процесс в Москве по Шахтинскому делу («Об экономической контрреволюции в Донбассе»)                              | 53                    |
| ноябрь 1928          | декабрь 1928            |             | Судебный процесс в Жмеринке по делу об убийстве селькора Е. Я. Короля                                                     | xx                    |
| 29 августа 1929      | 27 октября 1929         |             | Судебный процесс по Астраханскому делу                                                                                    | xx                    |